# Bokel, Cuxhaven
Bokel là một đô thị thuộc huyện Cuxhaven, trong bang Niedersachsen, Đức. Đô thị này có diện tích 20,96 km².
Bokel đã thuộc Tổng giáo phận Bremen, thành lập năm1180. Năm 1648, Tổng giáo phận đã được chuyển sang cho Lãnh địa công tước Bremen, ban đầu được cai quản bằng một liên minh cá nhân bởi Hoàng gia Thụy Điển - bị gián đoạn bởi sự chiếm đóng của Đan Mạch (1712-1715) - and from 1715 on by Hanoverian Crown. Vương quốc Hanover đã hợp nhất lãnh địa vào một liên minh thật sự và lãnh thổ Ducal, bao gồm cả Bokel, đã trở thành một bộ phận của bang mới được lập năm 1823.